# تصادف قطار در هننمان-کرونستاد
تصادف قطار در هننمان-کرونستاد (انگلیسی: Hennenman–Kroonstad train crash) در روز ۴ ژانویه ۲۰۱۸، یک قطار مسافربری که توسط آژانس شوشولوزا میل Shosholoza Meyl
اداره می‌شود، با یک کامیون در محل تقاطع دو ریل راه‌آهن نزدیک شهر کرونستاد در آفریقای جنوبی برخورد کرد. قطار از ریل خارج و هفت عدد از واگن‌های آن آتش گرفتند. در این سانحه، ۱۸ نفر کشته و ۲۵۴ نفر زخمی شدند.

## سانحه
حدود ساعت ۹:۱۵ صبح در روز ۴ ژانویه ۲۰۱۸، یک قطار مسافربری که توسط آژانس شوشولوزا میل Shosholoza Meyl اداره می‌شود، با یک کامیون در محل تقاطع دو ریل راه‌آهن نزدیک شهر کرونستاد در آفریقای جنوبی برخورد کرد. شهر کرونستاد حدود ۲۰۰ کیلومتر (۱۲۰ مایل) در جنوب غربی شهر ژوهانسبورگ قرار گرفته‌است.
لوکوموتیو قطار و همچنین ۱۲ واگن آن از ریل خارج شدند، در حالیکه ۷ واگن در حریق سوخت.
بنابه گفته شاهدین عینی، کامیون مورد نظر نتوانسته بود در محل تقاطع جنیوا متوقف شود، علی‌رغم اینکه راننده قطار با به صدا درآوردن بوق خود، به او هشدار داده بود. این کامیون، همراه با دو عدد از تریلرهایش حدود ۴۰۰ متر (۱٬۲۰۰ پا) با قطار کشیده شد. عکسهایی که از صحنه گرفته شده‌اند نشان می‌دهند که یک کامیون زیر قطار از ریل خارج قرار دارد، و له شده است. این ماشین در حال حرکت از بندر الیزابت به ژوهانسبورگ بود. راننده کامیون از این سانحه جان سالم به در برد. او در حین تلاش برای فرار از صحنه تصادف، دستگیرشده و به بیمارستان برده شد. در حدود ساعت ۲۰:۵۰ به وقت محلی، عملیات جستجو متوقف شد. انتظار می‌رود که ماشین‌آلات سنگین در عرض ۳۶ ساعت برای تعمیر ریل‌های قطار به صحنه بیایند.

## تحقیقات
- وزیر ترابری آفریقای جنوبی جو ماسوانگانیی گفت که یک تحقیق در این خصوص آغاز خواهد شد. ماسوانگانیی همچنین ادعا کرد که ”پلیس در حال تحقیق هستند”.
- رگولاتور ایمنی راه‌آهن مسئول تحقیق در خصوص سانحات ریل قطار در آفریقای جنوبی می‌باشد.[۷]